# Estridó
Estridó (en llatí: Strido Dalmatiae) era una ciutat de la província romana de Dalmàcia. Es desconeix la seva ubicació exacta. La ciutat és especialment coneguda per ser el lloc on va néixer Jeroni. També va ser d'aquí Domno d'Estridó, un bisbe que va participar al primer concili de Nicea i el sacerdot Lupicí d'Estridó. El 379, la ciutat va ser destruïda pels gots. Jeroni va escriure sobre això en la seva obra de Viris IllustiBus:
| « | Hieronymus patre Eusebio natus, oppido Stridonis, quod a Gothis eversum, Dalmatiae quondam Pannoniaeque confinium fuit... | » |

És possible que Estridó estigués situat al territori de l’actual Croàcia o Eslovènia. Les ubicacions possibles són: Sdrin, Štrigova, Zrenj (Croàcia), Starod (Eslovènia).